# Campionat Sud-americà de futbol de 1967
El Campionat sud-americà de futbol de 1967 es disputà a l'Uruguai.
L'amfitriona es proclamà campiona, mentre que l'Argentina restà en segona posició.
Brasil i Perú abandonaren la competició, mentre que Veneçuela hi participà per primer cop.

## Estadis
| Montevideo         |
| ------------------ |
| Estadio Centenario |
| Capacitat: 65.235  |
|                    |

## Seleccions participants
- Argentina
- Bolívia (vigent campió)
- Colòmbia
- Equador
- Paraguai
- Uruguai (seu)
- Veneçuela
- Xile

## Ronda classificatòria
| Xile                                                          | 5–2 | Colòmbia               |
| ------------------------------------------------------------- | --- | ---------------------- |
| Araya 7' · Campos 23' · Prieto 40' (pen.), 49' · Saavedra 61' |     | Gamboa 71' · Cañón 72' |

| Colòmbia | 0–0 | Xile |
| -------- | --- | ---- |
|          |     |      |

| Equador                 | 2–2 | Paraguai                       |
| ----------------------- | --- | ------------------------------ |
| Carrera 56' · Muñoz 58' |     | Rojas 85' (pen.) · Apocada 88' |

| Paraguai                      | 3–1 | Equador   |
| ----------------------------- | --- | --------- |
| Mora 7', 10' · Del Puerto 60' |     | Muñoz 81' |

## Ronda final
| Equip     | PJ | PG | PE | PP | GF | GC | DG  | Pts |
| --------- | -- | -- | -- | -- | -- | -- | --- | --- |
| Uruguai   | 5  | 4  | 1  | 0  | 13 | 2  | +11 | 9   |
| Argentina | 5  | 4  | 0  | 1  | 12 | 3  | +9  | 8   |
| Xile      | 5  | 2  | 2  | 1  | 8  | 6  | +2  | 6   |
| Paraguai  | 5  | 2  | 0  | 3  | 9  | 13 | −4  | 4   |
| Veneçuela | 5  | 1  | 0  | 4  | 7  | 16 | −9  | 2   |
| Bolívia   | 5  | 0  | 1  | 4  | 0  | 9  | −9  | 1   |

| Uruguai                                                              | 4–0 | Bolívia |
| -------------------------------------------------------------------- | --- | ------- |
| Rocha 5' · Montero Castillo 44' · Troncoso 55' (p.p.) · Oyarbide 81' |     |         |

| Xile            | 2–0 | Veneçuela |
| --------------- | --- | --------- |
| Marcos 12', 41' |     |           |

| Argentina                                               | 4–1 | Paraguai |
| ------------------------------------------------------- | --- | -------- |
| Mas 23' · Bernao 71' · Artime 73' · Albrecht 89' (pen.) |     | Mora 67' |

| Uruguai                                | 4–0 | Veneçuela |
| -------------------------------------- | --- | --------- |
| Urruzmendi 5', 34' · Oyarbide 62', 68' |     |           |

| Argentina  | 1–0 | Bolívia |
| ---------- | --- | ------- |
| Bernao 67' |     |         |

| Xile                              | 4–2 | Paraguai                  |
| --------------------------------- | --- | ------------------------- |
| Gallardo 9', 44' · Araya 72', 81' |     | Riveros 62' · Apocada 85' |

| Paraguai                 | 1–0 | Bolívia |
| ------------------------ | --- | ------- |
| Arístides Del Puerto 14' |     |         |

| Argentina                                         | 5–1 | Veneçuela   |
| ------------------------------------------------- | --- | ----------- |
| Artime 18', 65', 88' · Carone 26' · Marzolini 50' |     | Santana 72' |

| Uruguai                  | 2–2 | Xile                     |
| ------------------------ | --- | ------------------------ |
| Rocha 15' · Oyarbide 68' |     | Gallardo 2' · Marcos 37' |

| Veneçuela                              | 3–0 | Bolívia |
| -------------------------------------- | --- | ------- |
| Scovino 59' · Santana 67' · Ravelo 84' |     |         |

| Argentina                | 2–0 | Xile |
| ------------------------ | --- | ---- |
| Sarnari 36' · Artime 80' |     |      |

| Uruguai                    | 2–0 | Paraguai |
| -------------------------- | --- | -------- |
| Pérez 32' · Urruzmendi 66' |     |          |

| Xile | 0–0 | Bolívia |
| ---- | --- | ------- |
|      |     |         |

| Paraguai                                              | 5–3 | Veneçuela                             |
| ----------------------------------------------------- | --- | ------------------------------------- |
| González 11' · Rojas 16', 29' · Mora 22' · Colmán 81' |     | Mendoza 3' · Santana 77' · Ravelo 89' |

| Uruguai   | 1–0 | Argentina |
| --------- | --- | --------- |
| Rocha 74' |     |           |

## Resultat
| Campionat Sud-americà 1967 |
| -------------------------- |
|                            |
| Uruguai Onzè títol         |

## Golejadors
5 gols
- Luis Artime

4 gols
- Jorge Oyarbide

3 gols
- Julio Gallardo
- Rubén Marcos
- José Urruzmendi
- Pedro Rocha
- Rafael Santana

2 gols
- Raúl Bernao
- Pedro Araya
- Celino Mora
- Juan Carlos Rojas
- Antonio Ravelo

1 gol
- Juan Carlos Carone
- Juan Carlos Sarnari
- Oscar Mas
- Rafael Albrecht
- Silvio Marzolini
- Antonio González
- Arístides Del Puerto
- Benigno Apocada
- Juan Francisco Riveros
- Ramón Colmán
- Domingo Pérez
- Julio Montero Castillo
- Humberto Scovino
- Luis Mendoza

Pròpia porta
- Roberto Troncoso (per Uruguai)